# Вытянутый щелкун
Вытянутый щелкун (лат. Hemicrepidius oblongus) — вид щелкунов из подсемейства Dendrometrinae.

## Распространение
Распространён этот щелкун в Приморском крае и на Сахалине.

## Описание

### Имаго
Жук достигает 9,5-13 мм в длину. Тело блестящее, чёрное или чёрно-коричневый, реже красновато-жёлто-коричневый с жёлто-коричневыми надкрыльями и жёлтыми усиками и ногами. Весь опушен золотистыми волосками. На надкрыльях имеются тонкие бороздки, на вершине такой же глубины, как и на остальной поверхности, ямки в бороздках пунктированные, почти сливающиеся друг с другом.

### Проволочник
Проволочник длиной до 25 мм.
Площадка каудального сегмента и крупно пунктирована, заметно выпуклая посередине. Задняя лопасть лобной пластинки кувшиновидная, с прямыми боковыми сторонами, в два раза длиннее ширины посередине. Вырезка округлая или несколько поперечная, почти в три раза шире урогомф посередине, наполовину открытая.

## Экология
Жуков встретить можно в лесах. Проволочники живут в лесной почве и подстилке.